# Fritz Pfeffer

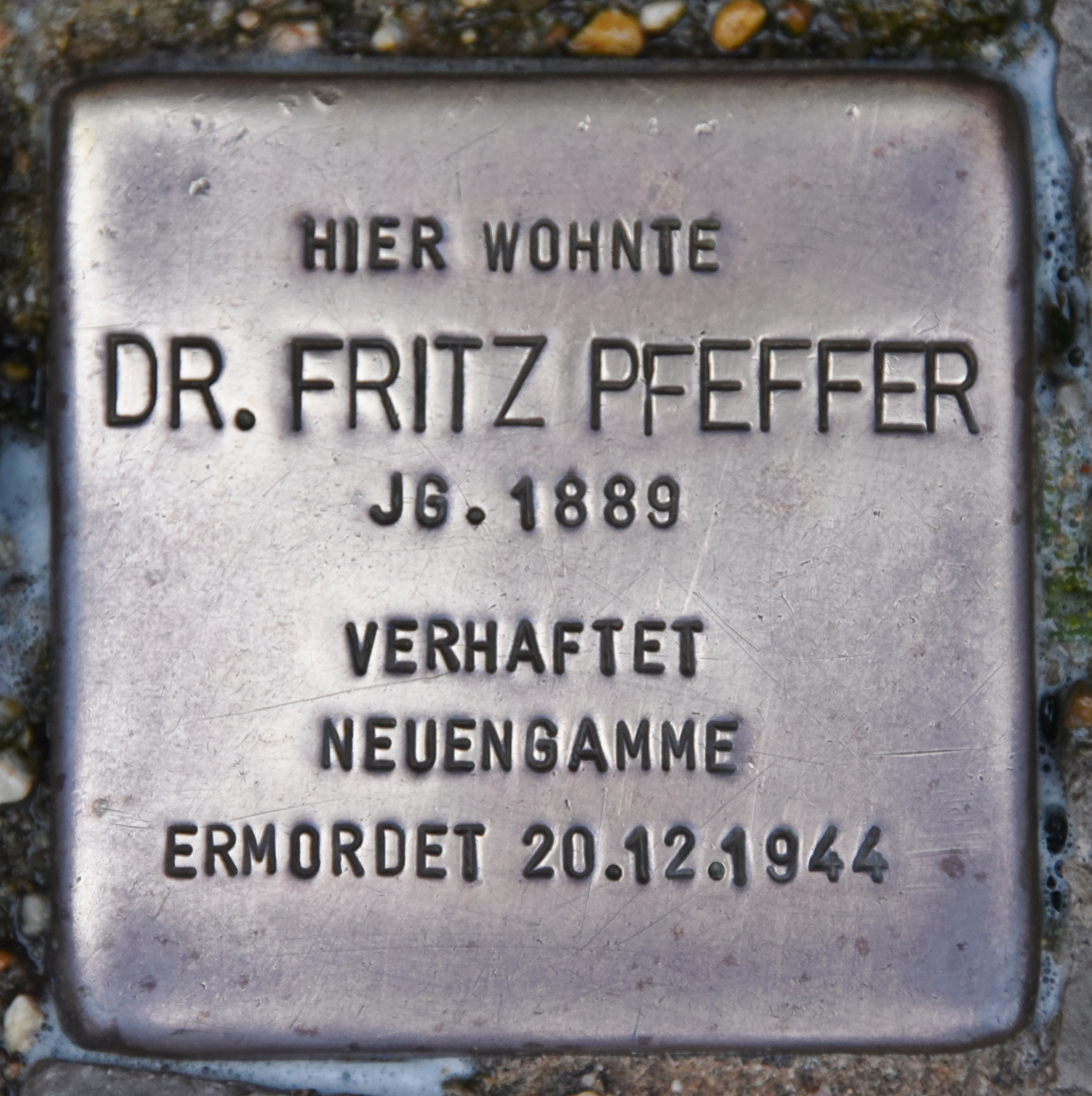
Stolperstein vor dem Haus, Lietzenburger Straße 20b, in Berlin-Schöneberg

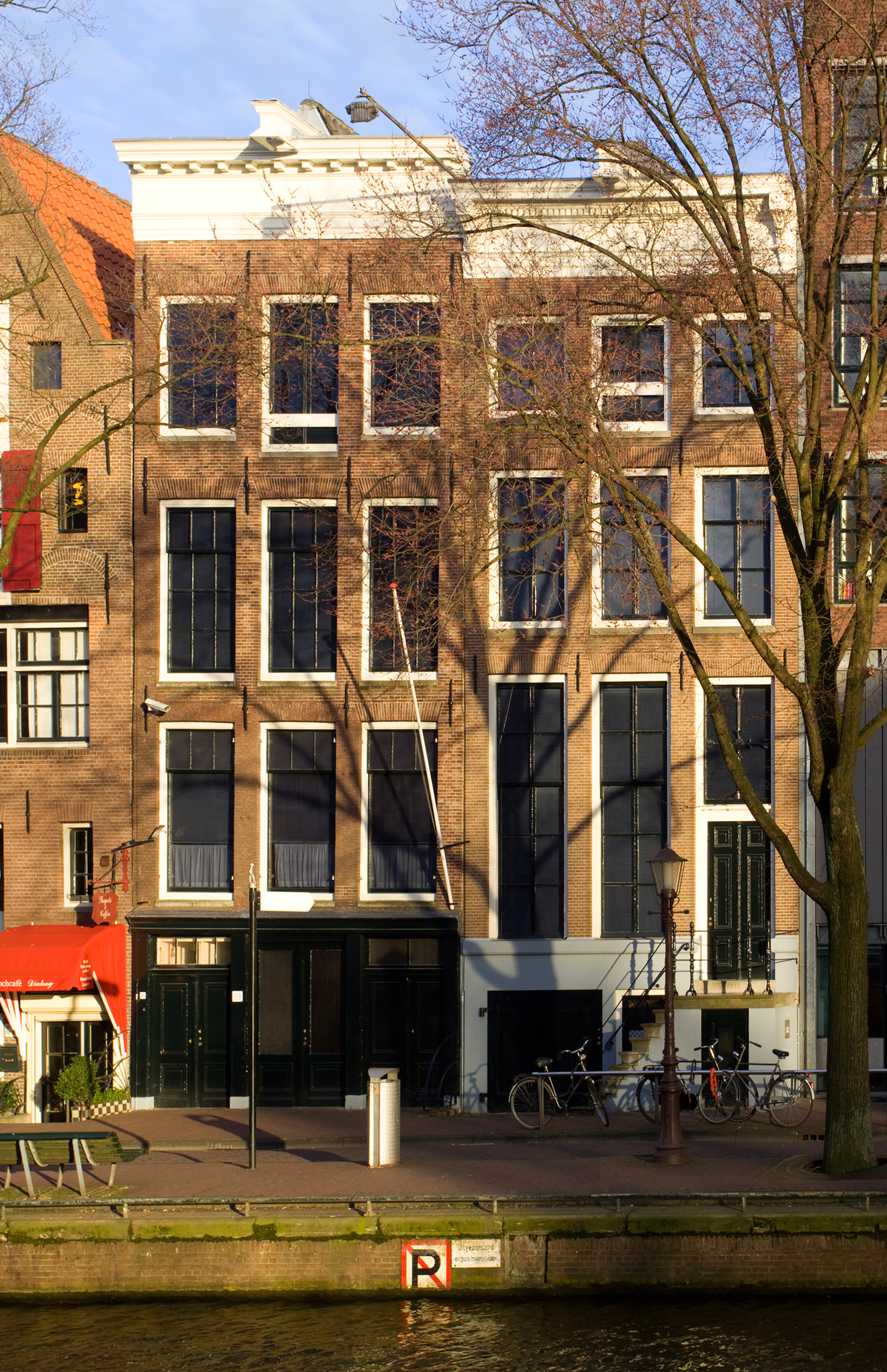
Prinsengracht 263, in dessen Hinterhaus sich Fritz Pfeffer versteckte

Fritz Pfeffer (* 30. April 1889 in Gießen; † 20. Dezember 1944 im KZ Neuengamme) war ein deutscher Zahnarzt und Opfer des Nationalsozialismus.

## Leben
Fritz Pfeffer wurde als eines von sechs Kindern jüdischer Eltern in Gießen geboren. Er studierte Zahnmedizin in Berlin und leitete dort ab 1922 eine eigene Zahnarztpraxis. Aus seiner Ehe mit Vera Bythiner, die er 1921 geheiratet hatte, stammte Sohn Werner (1927–1995). Die Ehe wurde 1933 geschieden, Pfeffer war dann alleinerziehender Vater. Er lernte kurze Zeit darauf die Katholikin Charlotte Kaletta (1910–1985, geboren in Ilmenau) kennen, die seine Erfahrung einer zerbrochenen Ehe teilte. Sie war von ihrem ersten Ehemann, Ludwig Löwenstein (geboren am 31. Mai 1892 in Wiesbaden), geschieden und mit diesem hatte sie den gemeinsamen Sohn Gustav (geboren am 3. August 1928 in Berlin-Tempelhof). Jene beiden wurden zusammen am 26. September 1942 von Berlin-Charlottenburg nach Raasiku (Estland) deportiert und dort im Holocaust ermordet.
Beide unternahmen zusammen zahlreiche Reisen. Aufgrund der Nürnberger Rassegesetze, die im Jahr 1935 erlassen wurden, durften Pfeffer und Kaletta nicht heiraten. Nach den Novemberpogromen 1938 verließen sie Deutschland und gingen in die Niederlande. Sohn Werner zählte zu der Zeit zu den wenigen Flüchtlingen, die mit einem Kindertransport von Großbritannien aufgenommen wurden. Hier lebte er bei Pfeffers Bruder Ernst, der ebenfalls als Zahnarzt arbeitete und 1944 starb.
In den Niederlanden wurde Fritz Pfeffer erneut als Zahnarzt in einer Praxis auf der Amstellaan, heute Vrijheidslaan, in Amsterdam-Zuid tätig. Er war zusammen mit Kaletta regelmäßiger Gast bei den Samstagsnachmittagstees der Familie um Otto Frank, wo er 1939 auch Miep Gies kennenlernte, die bald darauf zu seinen Patienten zählte. Sie ließ sich später trotz Verbots von ihm behandeln, obwohl Nicht-Juden damals verboten war, sich von jüdischen Ärzten behandeln zu lassen. Miep Gies schrieb später: „ich lehnte es ab, von meinem ausgezeichneten Zahnarzt wegzugehen. [Fritz Pfeffer] war sogar Kieferspezialist, und außerdem mochte ich ihn gerne.“
Als Pfeffer seine Patientin Gies im Herbst 1942 fragte, ob sie ein Versteck für ihn wisse, beriet sie sich mit den bereits am 6. Juli 1942 untergetauchten Familien Frank und van Pels, die einwilligten, Pfeffer als achte Person in ihrem Versteck im Hinterhaus der Prinsengracht 263 aufzunehmen. Pfeffer lebte ab dem 16. November 1942 im Hinterhaus. Er teilte sich ein Zimmer mit Anne Frank. Mit Kaletta stand er über Gies in Briefkontakt und war so der einzige der Untergetauchten, der im Versteck Briefkontakt zur Außenwelt hatte. Er plante, gemeinsam mit Kaletta nach Ende des Zweiten Weltkriegs nach Südamerika auszuwandern, und lernte daher in seinem Versteck Spanisch. Im Hinterhaus war Pfeffer ebenfalls als Zahnarzt tätig; so beschreibt Anne Frank in ihrem Tagebuch am 8. Dezember 1942, wie Pfeffer Frau van Pels einen Zahn ziehen will. Die Beschreibung der Szene wurde 1949 in einem Band Kurzgeschichten von Anne Frank veröffentlicht; in Deutschland trägt die Episode den Titel Der Zahnarzt.
Am 4. August 1944 wurden die acht Untergetauchten verraten und von Karl Josef Silberbauer verhaftet. Pfeffer kam wie die anderen zunächst für vier Tage in die Haftanstalt in der Weteringschans in Amsterdam und anschließend in das KZ Westerbork. Am 3. September 1944 wurden alle acht nach Auschwitz deportiert, wo sie am 6. September 1944 ankamen. Entweder über das KZ Buchenwald oder über das KZ Sachsenhausen wurde Pfeffer in das KZ Neuengamme bei Hamburg deportiert, wo er am 20. Dezember 1944 an der Ruhr starb. Pfeffers erste Frau Vera Bythiner wurde in Auschwitz ermordet, Sohn Werner und Charlotte Kaletta überlebten den Krieg. Am 9. April 1953 wurde die Ehe zwischen Charlotte und Fritz rückwirkend zum 31. Mai 1937 anerkannt.
Pfeffers Witwe Kaletta verstarb am 13. Juni 1985 in Amsterdam. Im Herbst 1987 stieß die damals leitende Mitarbeiterin der Anne Frank Stiftung, Joke Kniesmeijer, auf dem Flohmarkt auf dem Waterlooplein (Amsterdam) auf Briefe, Bücher und Fotos aus Kalettas Nachlass, darunter jedoch keine aus der Zeit im Hinterhaus. Die Sammlung erschien gemeinsam mit einem fiktiven Interview mit Kaletta sowie Fotos aus dem Besitz Werner Pfeffers 1990 unter dem Titel De kamergenoot van Anne Frank. Die Veröffentlichung half, das durch Anne Frank negativ geprägte Bild Pfeffers in der Öffentlichkeit zu korrigieren.
In Berlin erinnert seit dem 12. September 2007 ein Stolperstein vor dem Haus Lietzenburger Straße 20b, damals Passauer Straße 33, an Fritz Pfeffer.

## Fritz Pfeffer im „Tagebuch der Anne Frank“
Das Tagebuch von Anne Frank, das sie vor allem während der Zeit des Untertauchens geschrieben hatte, wurde 1947 von ihrem Vater Otto Frank zum ersten Mal veröffentlicht. Anne Frank beschreibt Pfeffer dabei zunächst positiv:

„Wie wir alle annahmen, ist Pfeffer ein sehr netter Mann. Er war natürlich einverstanden, das Zimmer mit mir zu teilen. Ich bin, ehrlich gesagt, nicht so erfreut darüber, daß ein Fremder meine Sachen benutzt, aber für die gute Sache muß man was übrig haben.“

Schon kurze Zeit später hatte sich das Verhältnis zwischen beiden verschlechtert. Für Anne war Pfeffer nun „der altmodischste Erzieher und Prediger von ellenlangen Manierenreihen. […] Da ich allgemein als die am schlechtesten Erzogene der drei Jugendlichen gelte, habe ich ziemlich zu tun, um den allzu häufig wiederholten Standpauken und Ermahnungen zu entgehen und mich taub zu stellen.“ In einer Übersicht über die Interessen der Hausbewohner notierte Anne zu Pfeffer: „Lernt Englisch, Spanisch und Niederländisch ohne nennenswertes Ergebnis; liest alles, urteilt mit der Mehrheit.“

Anne fragt ihn: 

„ob er bitte damit einverstanden wäre (wirklich sehr höflich), dass ich unseren Tisch zweimal in der Woche nachmittags von vier bis halb sechs benutzen dürfe. Von halb drei bis vier sitze ich jeden Tag dort, während Pfeffer schläft, ansonsten sind das Zimmer und der Tisch Sperrgebiet" (13. Juli 1943)“

 Pfeffer lehnte ab und meinte, Anne arbeite ja nicht ernsthaft.
Das von Anne Frank gezeichnete negative Bild Pfeffers, den sie nach einer Überarbeitung ihres Tagebuchs im März 1944 „Albert Dussel“ (= Albert Dummkopf) nannte, bestimmte lange Zeit seine öffentliche Einschätzung. Bereits kurz nach der Veröffentlichung des Tagebuchs brach Kaletta vermutlich wegen der negativen Darstellung Pfeffers im Tagebuch den Kontakt zu Otto Frank ab. Auch die Haushälterin Pfeffers, die über ein Jahr für ihn gearbeitet hatte, verwahrte sich in einem Brief an Otto Frank im Jahr 1957 gegen das Bild Pfeffers, das der Öffentlichkeit im Tagebuch präsentiert wird: „Glauben Sie, ein wirklicher Trottel hätte es jemals dazu gebracht, seinen Dr. med. und seinen Dr. dent. zu machen? Ich nicht. Übrigens, haben Sie einmal darüber nachgedacht, warum Fritz in seiner Untertauchzeit ein Nörgler geworden ist? Sie sowohl die Familie van Pels waren mit der Familie bis zum Verrat beieinander und konnten gemeinsam Ihr bitteres Los tragen, Fritz saß als Fremder dazwischen, Sie wissen, welche Sorgen den Fritz um seine Frau bewegt haben, er musste mit sich allein fertig werden.“

## Fritz Pfeffer im Film
Das Tagebuch der Anne Frank wurde mehrfach verfilmt. Die Darstellung Pfeffers folgt dabei meist der Einschätzung im Tagebuch. Folgende Darsteller übernahmen die Rolle des Fritz Pfeffer bzw. „Albert Dussel“ in den Verfilmungen:
- 1959: Das Tagebuch der Anne Frank (The Diary of Anne Frank) – Ed Wynn
- 1967: Das Tagebuch der Anne Frank (The Diary of Anne Frank) – Donald Pleasence
- 1980: Das Tagebuch der Anne Frank (The Diary of Anne Frank) – Clive Revill
- 1985: Het dagboek van Anne Frank – Robert Sobels
- 1987: Das Tagebuch der Anne Frank (The Diary of Anne Frank) – David Swift
- 1988: Mein Leben mit Anne Frank (The Attic: The Hiding of Anne Frank) – Jeffrey Robert
- 1995: Anne no nikki – Yûsuke Takita
- 2001: Anne Frank (Anne Frank) – Jan Niklas
- 2009: The Diary of Anne Frank – Nicholas Farrell
- 2014: Meine Tochter Anne Frank – Harald Schrott
- 2016: Das Tagebuch der Anne Frank – Arthur Klemt